# Klaus Fuchs
Emil Julius Klaus Fuchs, född 29 december 1911 i Rüsselsheim i kejsardömet Tyskland, död 28 januari 1988 i Dresden i Östtyskland, var en tysk fysiker och sovjetisk spion. 

## Biografi
Klaus Fuchs, vars far var teolog, var medlem i Tysklands socialdemokratiska parti. Han lämnade Tyskland och sina studier vid Universitetet i Kiel efter det nazistiska maktövertagandet 1933 och flydde till England. Där avlade han doktorsexamen 1937 vid University of Bristol. Tack vare en tidigare uppmärksammad vetenskaplig artikel om kvantmekaniken lyckades han omedelbart efter disputationen få en lärartjänst vid University of Edinburgh.
Som tysk medborgare i Storbritannien blev Fuchs internerad när kriget började och han förflyttades till Kanada. Genom förmedling av Max Born upphävdes interneringen redan 1941 och Fuchs kunde återvända till Edinburgh. Han fick därefter delta i arbetet med förberedelserna för en brittisk atombomb, vilket gjorde honom intressant för Sovjetunionen. Senast i augusti 1941 etablerade den sovjetiska militära underrättelsetjänsten GRU kontakt med Fuchs. Han erkände senare att han börjat överföra uppgifter om militära hemligheter till Sovjetunionen omgående efter att den tyska invasionen på östfronten inletts. Kontakten med GRU hade enligt Fuchs förmedlats av en medlem i det tyska kommunistpartiet.
På hösten 1943 knöts Fuchs till USA:s kärnvapenprogram, det så kallade Manhattanprojektet och började i augusti 1944 arbeta vid Los Alamos främst med konstruktionsdetaljer för plutoniumbomben. Hans i efterhand mest uppmärksammade insats som spion kom några år senare. Under åren 1947–1949 överlämnade Fuchs stegvis de teoretiska grundberäkningarna för vätebomben (vid denna tid en icke fungerande konstruktion) till Sovjetunionen tillsammans med resultaten av de amerikanska provsprängningarna av vanliga atombomber vid Eniwetok. Fuchs överlämnade också uppgifter om den amerikanska uranframställningen, vilket gjorde att Sovjet kunde beräkna antalet amerikanska atombomber med stor precision.
Fuchs åtalades för spioneri 1950 och dömdes till 14 års fängelse för sitt spioneri under Manhattan-perioden, vilket var maximistraff för överlämnande av militära hemligheter till en allierad stat. Han fråntogs också det brittiska medborgarskap han tidigare beviljats. Sovjetunionen förnekade omedelbart officiellt att Fuchs arbetat för dem. Fuchs frigavs 1959 och flyttade till DDR där han fortsatte sin vetenskapliga karriär och arbetet med atomforskning fram till sin pensionering 1979.